# Ульянкин, Александр Сергеевич
Александр Сергеевич Ульянкин (род. 6 июля 1969, Калинин) — российский хоккейный тренер.

## Биография
Начинал играть в хоккей в Калинине. В годы службы в армии (служил в Академии Генерального штаба) играл в хоккей и в футбол на первенство военных округов. После демобилизации начал работать в Тверской ДЮСШ.

### Тренерская карьера
- 1989—2004 — тренер СДЮШОР № 2 город Тверь
- 2003—2005 — тренер команды мастеров ТХК и ХК МВД
- 2005—2006 — тренер ХК «Химика» (Воскресенск)
- 2006—2007 — главный тренер юниорской сборной Молдовы
- 2007—2008 — главный тренер ХК «Тамбов»
- 2008—2009 — главный тренер ХК «Ермак», директор ДЮСШ
- 2009—2010 — главный тренер ХК СКИФ (Нижегородская область)
- 2010—2016 — главный тренер женской молодёжной сборной России

## Достижения
- Чемпион России — 2010 г. (с ХК СКИФ)
- Чемпион мира среди женских молодёжных команд (дивизион 1) — 2011 г. (со сб. России)
- Бронзовый призёр чемпионата мира среди женских молодёжных команд — 2015 г. (со сб. России)
- Чемпион Зимней Универсиады — 2015 г. и серебряный призер Зимней Универсиады −2014 г.(со сб. России)

## Образование
В 1995 году окончил Московский областной Государственный институт физической культуры и спорта.